# Москворіцька Слобода
Москворіцька Слобода (рос. Москворецкая Слобода) — село у Можайському районі Московської області Російської Федерації

## Розташування
Село Москворіцька Слобода входить до складу міського поселення Можайськ, воно розташовано на північний захід від Можайська на березі річки Москва. Найближчі населені пункти Марфін-Брод, селище Гідровузол, селище Медико-інструментального заводу, Тихоново. Найближча залізнична станція Можайськ.

## Населення
Станом на 2006 рік у селі проживало 113 осіб, а в 2010 — 117 осіб.